# Obština Tundža
Obština Tundža (bulharsky Община Тунджа, používá se také dřívější název Ямболска – Jambolska) je bulharská jednotka územní samosprávy v Jambolské oblasti. Leží v jihovýchodním Bulharsku v údolí řeky Tundža mezi úpatím Sredne gory a pohořími Sakar a Strandža. Sídlem obštiny je město Jambol, které ovšem není součástí této obštiny, a zahrnuje 44 vesnice. Žije zde přes 19 tisíc stálých obyvatel.

## Sídla
| - Asenovo - Bezmer - Bojadžik - Boljarsko - Botevo - Čargan - Čelnik - Drama - Draževo - Drjanovo - Gălăbinci - General Inzovo - General Toševo - Goljam Manastir - Chadžidimitrovo | - Chanovo - Kabile - Kalčevo - Karavelovo - Konevec - Kozarevo - Krumovo - Kukorevo - Malomir - Meden Kladenec - Mežda - Miladinovci - Mogila - Okop - Ovči Kladenec | - Pobeda - Robovo - Roza - Savino - Simeonovo - Skalica - Slamino - Stara Reka - Tărnava - Tenevo - Veselinovo - Vidinci - Zavoj - Zlatari |

## Sousední obštiny
| Růžice kompasu | Nova Zagora | Sliven         |          | Růžice kompasu |
| Růžice kompasu | Radnevo     | Sever          | Straldža | Růžice kompasu |
| Růžice kompasu | Radnevo     | Obština Tundža | Straldža | Růžice kompasu |
| Růžice kompasu | Radnevo     | Jih            | Straldža | Růžice kompasu |
| Růžice kompasu | Topolovgrad | Elchovo        |          | Růžice kompasu |

Mimo to sousedí s obštinou Jambol, kterou zcela obklopuje.

## Obyvatelstvo
V obštině žije 19 308 stálých obyvatel a včetně přechodně hlášených obyvatel 22 338. Podle sčítáni 1. února 2011 bylo národnostní složení následující:
- Bulhaři: 20 374 (89.4 %)
- Romové: 1 990 (8.7 %)
- Turci: 106 (0.5 %)
- ostatní: 330 (1.4 %)